# Mythologie samoane
La mythologie samoane se réfère aux récits mythiques et croyances traditionnelles des Samoa, un archipel d'îles situé en Polynésie dans l'océan Pacifique sud. C'est une variante de la littérature orale polynésienne.  De même, la mythologie aux Samoa est transmise de manière orale de générations en générations.

## Divinités

### Catégories
Il existe plusieurs catégories de divinités et êtres spirituels. Atua désigne les dieux originaux. Aitu désigne les dieux ayant des origines humaines. Ils sont souvent représentés sous la forme d'animaux, d'oiseaux ou de plantes. Les esprits des ancêtres pouvaient être vénérés sous la forme d'aitu. Il existe des dieux propres à chaque famille, de même qu'à chaque village.

### Quelques divinités
Tagaloa est le Dieu créateur. La création de la Terre est le résultat du Big-Bang, la séparation entre le paradis (lagi, dieu féminin) et la roche (papa, dieu masculin). Un messager envoyé par Tagaloa découvrit alors les îles Samoa, y introduit la flore puis les humains à partir de germes (ilo).
Mafuiʻe est le dieu des tremblements de terre.
Nafanua est une cheffe et guerrière du peuple Sā Tonumaipe'ā qui est déifiée après sa mort.

## Mythes et rituels

### Importance de l'harmonie
De nombreux mythes et rituels ont pour but ou morale le maintien de l'harmonie entre les hommes et différentes entités, que ce soient les autres individus, l'environnement ou le cosmos. La religion traditionnelle des Samoa s'exprime à travers eux de manière quotidienne.
La relation sacrée entre les hommes et le cosmos s'exprime par exemple à travers le mythe de Tapuitea. Tapuitea est une cannibale qui se nourrit de personnes de sa famille. Un jour, l'une d'elle parvient à s'enfuir et se réfugie chez ses parents. Réprimandée par eux, Tapuitea décide de tenter de se racheter. Elle déclare alors renoncer au cannibalisme et s'élever vers le paradis pour y devenir une étoile qui permettra de guider les hommes pendant la pêche et la navigation. Le service rendu par Tapuitea transmet un message sur le remords et le pardon, et par la même occasion sur la connexion entre les humains et le cosmos.
La relation avec l'environnement est visible de plusieurs manières. Le récit de la généalogie fait s’entremêler les hommes et les autres éléments vivants : ils font partie d'un ensemble, qui a une seule origine commune. Cela se reflète à travers le langage, avec des mots qui servent à la fois à décrire des éléments humains associés à la vie et des éléments naturels. Par exemple, eleele signifie à la fois le sang et la terre sale. Palapala désigne aussi le sang, et la boue. Fatu est la pierre et le cœur. Le mot pour terre, fanua, est aussi celui pour le placenta. Ce dernier exemple fait aussi l’objet d'un rituel. Après la naissance d'un enfant, le placenta et le cordon ombilical sont enterrés, rappelant la connexion spirituelle entre la femme et la Nature.

### Tapu
Le concept religieux de tapu fait référence au tabou et aux choses sacrées qui sont interdites. Il est par exemple nécessaire de demander pardon quand on casse ou tue une plante, afin de reconnaitre l'existence du tapu entre la vie humaine et celle de la plante. Un exemple de cela est qu'un rituel doit être réalisé avant de couper un arbre. Un chant de prière (fa’alanu) permet de s'excuser auprès du dieu de la forêt de prendre la vie d'un arbre.

### Autres mythes
Sina et l'Anguille (Sina ma le Tuna) est un mythe des origines, en particulier celle du cocotier. Il raconte l'histoire d'un fille qui, après une baignade, ramène chez elle une anguille qui lui tournait autour. Sa famille lui construit un piscine dans la roche. L'anguille grandit et devient violente, jusqu'à attaquer Sina. Après une tentative infructueuse de ramener l'anguille dans son habitat d'origine, Sina est attaquée à nouveau et appelle à l'aide. Des hommes arrivent et parviennent à sauver la jeune fille en tuant l'anguille. Sina décide de garder la tête et de l'enterrer près de sa maison. Le lendemain, à la surprise de tout le village, un cocotier a poussé à cet endroit. Les trois marques sur la noix de coco représentent les yeux et la bouche de l'anguille.
Il existe des mythes sur le renard volant des Samoas. Une légende de l'ile de Savai'i raconte l'histoire de Leutogi, une femme mariée à un roi, jalouse de l'autre femme du roi, qui avait eu un enfant, contrairement à elle. N'aimant pas les moqueries de celle-ci, Leutogi passa plus de temps dans les bois, où elle se lia d'amitié avec des renards volants, en les prévenant quand son mari venait pour les chasser. Un jour, Leutogi tua l'enfant de l'autre femme. Le roi décida qu'elle devait être brûlée vive. Alors qu'elle commençait à brûler et que les villageois étaient rentrés chez eux pour ne pas voir cela, des centaines de renards volants arrivèrent et la sauvèrent en urinant sur le feu pour l'éteindre. Leutogi fut alors envoyée sur une île éloignée, mais les renards lui apportèrent tous les jours de la nourriture. Un jour, un bateau passa près de l'île et Leutogi fut sauvée par l'homme qui le pilotait. Ils se marièrent et Leutogi eut enfin un enfant.

## Impact du christianisme
À partir des années 1830, des missionnaires européens arrivent aux Samoa afin de christianiser la population. Aujourd'hui, plus de 85 % de la population appartient à un culte chrétien, et ces croyances ont intégré le mode de vie traditionnel du peuple (fa’asamoa).
Afin de symboliser leur adhésion à cette nouvelle religion (lotu), les habitants faisaient des cérémonies durant lesquelles ils préparaient et mangeait l'animal ou la plante qui représentait leur aitu, désacralisant ainsi l'esprit qui ne pourrait plus être vénéré.
L'adoption d'idées chrétiennes change la perception des Samoans de la relation à la nature, qui n'est plus une part intégrante du monde, mais un élément auxquels les hommes sont supérieurs.